# Glossadelphus bilobatus
Glossadelphus bilobatus är en bladmossart som beskrevs av Brotherus 1925. Glossadelphus bilobatus ingår i släktet Glossadelphus och familjen Hypnaceae. Inga underarter finns listade i Catalogue of Life.